# Il mondo degli ultimi
Il mondo degli ultimi è un film del 1980 diretto da Gian Butturini.

## Trama
Il film narra le lotte agrarie nella bassa bresciana e cremonese alla fine degli anni quaranta per la conquista di eque condizioni di lavoro. La lotta unisce salariati e mezzadri, gli uni per ottenere e far rispettare il contratto collettivo di lavoro, gli altri per avere un miglior trattamento economico e la certezza della durata del contratto. Questo aspetto lirico e politico del film, e cioè la critica dei continui sloggi e ricatti in cascina, è elemento centrale della poetica del regista.
In un paesino della provincia cremonese la giovane Antonia (Mietta Albertini)  vive con il padre Mirino -  mezzadro e storico capolega comunista della zona - la madre e altri due fratelli alle dipendenze di un arrogante latifondista. I contadini, non accettando le condizioni dure di vita a cui vengono sottoposti, organizzano scioperi e occupazioni. Bernardo (Lino Capolicchio) vive anch'egli la stessa condizione nel bresciano ed è militante sindacale della CGIL che guida il movimento di lotta.
Dopo i grandi scioperi della primavera del 1948, la vita di Antonia, di Bernardo e dei loro compagni si intreccia con l’attentato a Palmiro Togliatti, che scuote la sinistra italiana ed i suoi militanti, parte dei quali vorrebbero continuare la resistenza fino all'insurrezione. Il sogno di Mirino (Aldo Engheben), che si immagina al Cremlino al cospetto di Stalin per ritirare il Premio Lenin, enfatizza la tensione rivoluzionaria. Ma il compagno Mirino, al risveglio, sa bene che il Sindacato ed il Partito non daranno mai questo segnale e che la lotta continua ma su altri orizzonti. 
Nel frattempo Antonia e Bernardo decidono di sposarsi e vanno a vivere con la famiglia di lui nella bassa bresciana, partecipando alle battaglie sindacali del successivo 1949. Nel corso dell'anno il conflitto con gli agrari e con la polizia del Ministro Mario Scelba si fa sempre più aspro tanto che sul campo rimangono diverse vittime tra gli scioperanti.
Muore anche per mano dei Carabinieri l'antifascista e attivista sindacale Marziano Girelli, simbolo del sacrificio di tanti dinanzi alla repressione.
L'epilogo è amaro. Le lotte finiscono male. La terra rimane ai padroni e non basta per sfamare i lavoratori e le loro famiglie. La corriera diretta a Milano che chiude il film trasformerà forzosamente i contadini in operai e muratori. La lotta riprenderà nelle fabbriche e nei cantieri. 

## Produzione e distribuzione
Il film non è mai stato distribuito capillarmente nelle sale a seguito del sequestro giudiziario subito per le scene sull'uccisione di Marziano Girelli, che tuttavia aderiscono alla ricostruzione storica ed alle cronache dell'epoca.
Ha ricevuto premi e segnalazioni in festival nazionali e internazionali.
Premio della giuria presieduta da Elio Petri a San Sebastian (1980); al 28º festival internazionale l'Italia era rappresentata nella sezione ufficiale da Fontamara di Carlo LIzzani, in quella nuevos creadores da Il mondo degli ultimi di Gian Butturini e da Un sacco bello di Carlo Verdone. 
Su invito di Gianluigi Rondi, è stato presentato agli "Incontri di Sorrento", poi al festival di Figueira da Foz e al festival di Lecce "Cinema e mezzogiorno"; nel 1983 è stato proiettato al Museo del cinema di Mosca nell'ambito del festival del cinema.
Nel 1996 è stato inserito nel palinsesto Rai per iniziativa del direttore generale Franco Iseppi.
È stato recentemente digitalizzato e restaurato a a cura del Centro Sperimentale di Cinematografia di Roma.
Il film è tornato nelle sale a partire dalle presentazione del 2022 al 40° Torino Film Festival per proseguire con le proiezioni nell'ambito di Bergamo Brescia Capitale Italiana 2023.
Dal 2023, proiezioni si sono svolte nelle zone dove il film è stato girato  (Gussola, Cremona, Brescia, Padernello, Villachiara) e al cinema Arlecchino di Cineteca Milano.
Secondo la dichiarazione dello stesso Butturini il costo della pellicola fu coperto all'epoca da una vasta sottoscrizione popolare, con il contributo degli enti locali interessati ed anche con il ricavato di tre concerti degli
Inti Illimani, il cui leader Horacio Salinas ha composto le musiche del film".
A sostegno della sua tesi, il regista e fotografo ha spiegato nel volume Cinema e Vita Contadina - Il Mondo degli ultimi di Gian Butturini (ed. Dedalo a cura di M. Argentieri e A. Turchini) il suo intento: "Ho deciso di fare questo film perché esiste pochissimo materiale sulla storia dei movimenti operai e contadini del dopoguerra: è una fase di storia italiana per lo più negata, rimossa".